# 黑森-卡塞爾的腓特烈·威廉 (1854年)
腓特烈·威廉·尼库劳斯·卡尔（Friedrich Wilhelm Nikolaus Karl，1854年10月15日—1888年10月14日），简称黑森-卡塞尔伯爵腓特烈·威廉。1884年至1888年为黑森家族卡塞尔支族长。
腓特烈·威廉于1854年生于哥本哈根，是黑森-卡塞爾的腓特烈·威廉与普鲁士的安娜公主的长子。1884年父亲去世，成为黑森家族卡塞尔系首領，黑森选侯继承人，称黑森领地伯爵。
腓特烈·威廉于1888年在从雅加達航至新加坡的途中遭遇海难去世，终年33岁。
腓特烈·威廉没有结婚，黑森家族卡塞尔系首領由他的弟弟亚历山大·弗里德里希继承。